# センチメンタル通り
『センチメンタル通り』は、はちみつぱいの唯一のスタジオ・アルバム。1973年10月25日にベルウッド・レコードから発売された。

## 解説
"日本語のロック"を切り拓いた彼らの唯一の作品にして不屈の名盤。
グレイトフル・デッドやザ・バンドに影響を受けた音楽性とクールでクリティシズムを持った詞によって、当時の東京ダウンタウンの情景や空気を見事に真空パックしてみせた作品。
1970年にあがた森魚と鈴木慶一によって結成された際は、「あがた精神病院」の名前で活動し、後に「蜂蜜ぱい」に名前を変えて、制作途中に「はちみつぱい」に変名している。
1972年の春には、本アルバムの主要な曲ができていた。そこからアルバム制作の合間に、メンバーの渡辺勝が脱退し、駒沢裕城が加入。
当時練習することが好きではなかった彼らにとって、このレコーディングは勉強になったが、ディレクターの三浦光紀によると、昼過ぎにキングレコードのスタジオに現れると、そこから半分以上の曲のアレンジや練習をし始め、ひどい時にはアレンジのことで、喧々諤々となりレコーディングを中断することもあったという。
CD化されてから唯一のシングル「君と旅行鞄」とB面の「酔いどれダンス・ミュージック」を追加収録し、現在までアルバムブラスシングルAB面の収録がアルバム再発売のスタンダードとなる。2022年にはハイレゾ音源での配信もされている。

## 収録曲
A面
1. 塀の上で（6:28）
  - 作詞・作曲：鈴木慶一
2. 土手の向こうに（4:26）
  - 作詞・作曲：鈴木慶一
3. 僕の倖せ（6:19）
  - 作詞：渡辺
勝・作曲：松本圭司
  - 1973年1月25日、シングル発売される予定であった。ワーナー・パイオニア（現ワーナーミュージック・ジャパン）へ移籍後の1974年5月25日、歌詞を一部変えて曲名も「君と旅行鞄」としてシングル発売された。1990年に発売された「ベルウッド・シングルスI」にも収録された。ただし、歌詞カードで「発売が中止になったいわくつきの作品」と解説されている。
4. 薬屋さん（3:40）
  - 作詞・作曲：鈴木慶一
  - 1973年1月25日、シングル発売予定だった「僕の倖せ」のB面に収録予定であった。

B面
1. 釣り糸（5:20）
  - 作詞・作曲：かしぶち哲郎
2. ヒッチハイク（3:22）
  - 作曲：本多信介
3. 月夜のドライブ（6:12）
  - 作詞：山本浩美（補作：鈴木慶一）、作曲：山本浩美（補作：鈴木博文）
4. センチメンタル通り（4:25）
  - 作詞・作曲：鈴木慶一
5. 夜は静か通り静か（2:55）
  - 作詞・作曲：渡辺勝

## レコーディング・メンバー

### ミュージシャン
- Alto Saxophone – 坂田明
- Backing Vocals, Fiddle, Trumpet, Jew's Harp [Mouth Harp], Mandolin [Flat Mandolin] – 武川雅寛
- Backing Vocals, Steel Guitar, Dobro, Acoustic Guitar, Electric Guitar – 駒沢裕城
- Electric Bass – 和田博巳
- Electric Guitar [Platonic Guitars] – 本多信介
- Vocals, Backing Vocals – 山本浩美
- Vocals, Backing Vocals, Piano, Electric Piano, Acoustic Guitar, Organ [Hammond Organ] – 渡辺勝
- Vocals, Backing Vocals, Piano, Vibraphone – 鈴木慶一
- Vocals, Drums, Piano, Organ [Hammond Organ], Vibraphone – カシブチ哲郎

### スタッフ
- Directed By – 三浦光紀、天野近
- Art Direction – 蜂蜜ぱい、石塚幸一
- Engineer – 佐賀次郎
- Photography By – 井出情児
- Producer – 蜂蜜ぱい、石塚幸一

## 発売履歴
| 発売日         | レーベル                                | 規格  | 規格品番   | 備考                                             |
| -------------- | --------------------------------------- | ----- | ---------- | ------------------------------------------------ |
| 1973年10月25日 | ベルウッド・レコード                    | LP    | OFL-16     |                                                  |
| 1980年         | ベルウッド・レコード                    | LP    | SKM-7030   |                                                  |
| 1987年7月5日   | キングレコード / ベルウッド・レコード   | CD    | K30X 184   |                                                  |
| 1995年4月5日   | キングレコード / ベルウッド・レコード   | CD    | KICS 8110  |                                                  |
| 2000年2月4日   | ベルウッド・レコード                    | CD    | KICS 8809  | ベルウッド名盤コレクション、2000年リマスター版。 |
| 2006年11月23日 | ベルウッド・レコード / Super Fuji Discs | CD    | SPFJ-001   | 2006年リマスター版、紙ジャケット仕様。           |
| 2012年10月3日  | ベルウッド・レコード                    | CD    | KICS 2568  | Bellwood 40th Anniversary Collection。           |
| 2014年12月10日 | ベルウッド・レコード                    | LP    | KIJS-90013 | Bellwood LP Collection。                         |
| 2017年9月20日  | ベルウッド・レコード                    | UHQCD | KICS 2628  | 2017年リマスター版。                             |
| 2019年2月20日  | ベルウッド・レコード                    | LP    | OFL-16     |                                                  |
| 2022年9月30日  |                                         | 配信  |            |                                                  |

## センチメンタル通り [Deluxe Edition]

### 解説
2017年2月22日には、創立45周年を迎えるベルウッド・レコードから、『センチメンタル通り』の高音質CD(UHQCD)を中心に、同じく唯一のシングル盤「君と旅行鞄」('74)の復刻EP盤、第一期の活動期間(1971～1974)のレアトラックを収めたCD(UHQCD)に、はちみつぱい初のハイレゾ音源(192kHz/24bit WAV)を収録したDVD-ROM、貴重な写真と解説を掲載したブックレットで構成されたボックス版を発売。全てを17cmEP盤サイズのオリジナルBOXに収納する。
監修は平澤直孝、アートワークをはっぴいえんどのBOXを手掛けた岡田崇が担当。マスタリング等音源面ではメンバーで、オーディオ評論家の和田博巳の監修による。

### 収録曲

#### [Disc 1]〈「センチメンタル通り」Remastered UHQCD〉
1. 塀の上で
2. 土手の向こうに
3. 僕の倖せ
4. 薬屋さん
5. 釣り糸
6. ヒッチハイク
7. 月夜のドライブ
8. センチメンタル通り
9. 夜は静か 通り静か
10. 僕の倖せ （Vocal：かしぶち哲郎）
11. 君と旅行鞄（トランク）
12. 酔いどれダンス・ミュージック

#### [Disc 2］〈「センチメンタル通り SESSIONS」Remastered UHQCD〉
1. 僕の倖せ
2. ビンボー・ダンス
3. 塀の上で
4. 煙草路地
5. 土手の向こうに
6. 薬屋さん
7. 自由なメロディー
8. ラブ・ソング
9. 月夜のドライブ
10. センチメンタル通り
11. 釣り糸
12. 春の庭
13. ヒッチハイク

#### [Disc 3］〈DVD-ROM〉〈「センチメンタル通り」Remastered〉
1. 塀の上で
2. 土手の向こうに
3. 僕の倖せ
4. 薬屋さん
5. 釣り糸
6. ヒッチハイク
7. 月夜のドライブ
8. センチメンタル通り
9. 夜は静か 通り静か
10. 僕の倖せ （Vocal：かしぶち哲郎）
11. 君と旅行鞄 （トランク）
12. 酔いどれダンス・ミュージック

#### [Disc 4］〈EP〉
〈Side 1〉
1. 君と旅行鞄（トランク）

〈Side 2〉
1. 酔いどれダンス・ミュージック